# 沃帕克湖
53°30′20″N 12°42′55″E / 53.50556°N 12.71528°E
沃帕克湖（德語：Waupacksee），是德國的湖泊，位於該國東北部梅克倫堡-前波美拉尼亞州，由梅克倫堡湖區郡負責管轄，長0.3公里、寬0.3公里，面積0.07平方公里，海拔高度63米。